# Calyptrochaeta subremotifolia
Calyptrochaeta subremotifolia là một loài rêu trong họ Daltoniaceae. Loài này được Broth. Fife mô tả khoa học đầu tiên năm 2011.